# Ornithacris cavroisi
Ornithacris cavroisi är en insektsart som först beskrevs av Pierre Adrien Prosper Finot 1907.  Ornithacris cavroisi ingår i släktet Ornithacris och familjen gräshoppor. Inga underarter finns listade i Catalogue of Life.

## Bildgalleri

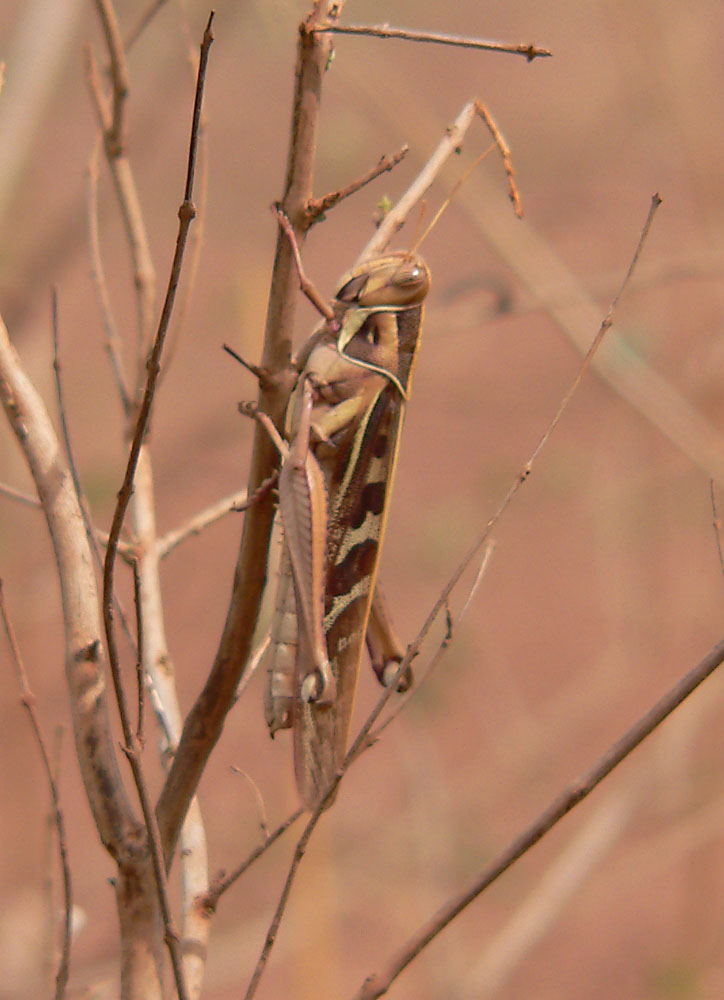